# Terenci Moix
Terenci Moix, seudónimo de Ramón Moix Meseguer (Barcelona, 5 de enero de 1942-Barcelona, 2 de abril de 2003), fue un escritor español en lengua castellana y catalana, hermano mayor de la también escritora Ana María Moix (1947-2014).

## Biografía
Nació en la calle Joaquín Costa, en el Raval. Escritor y cinéfilo, se convirtió en uno de los autores más leídos de la literatura española tras la publicación de No digas que fue un sueño (Premio Planeta 1986), con más de un millón de ejemplares, dándole continuación en El sueño de Alejandría (1988). 
De formación autodidacta, tras publicar con el seudónimo de Ray Sorel dos novelas policiacas —Besaré tu cadáver (1963) y Han matado a una rubia (1964)—, se dio a conocer como narrador con la obra La torre de los vicios capitales (1968), que empezó a escribir en inglés durante el periodo que vivió en Londres en 1964. En París, pasó alguna noche en la librería Shakespeare and Company.
En su obra aparecen elementos autobiográficos (la cultura catalana en la que se educó y crio, la homosexualidad, la crítica a los valores de la época franquista y a la educación religiosa) y una gran devoción a la historia de Egipto. Esto explica que sus novelas más célebres se basan en amores y desamores durante el imperio faraónico.
También desarrolló una faceta como presentador de televisión y entre 1981 y 1987 presentó Terenci a la fresca y en la temporada 1988-1989 condujo el espacio de entrevistas Más estrellas que en el cielo, en La 1 de TVE, donde entrevistó a grandes mitos del cine como Lauren Bacall, Kirk Douglas y Joan Fontaine. En 1999 dirigió y presentó la serie de documentales Los grandes hombres de la Egiptología, emitida en La 2 de TVE, donde hace semblanza de varios de los más eminentes egiptólogos de los siglos XVIII y XIX.
En 1992 publicó El sexe dels àngels, libro que originó una gran polémica en muchos sectores catalanes por su sátira a la cultura catalana. Pese a todo, al año siguiente esta obra recibió el premio Lletra d'Or.
Terenci Moix fue un gay declarado, que participó en numerosos debates televisivos sobre la sexualidad. Combatió abiertamente las manifestaciones que él consideraba homófobas y lanzó duras críticas en este sentido a Camilo José Cela, ganador del Premio Nobel de Literatura 1989.
Murió en abril de 2003 de un enfisema pulmonar por su adicción al tabaco. Las cenizas del escritor fueron dispersadas entre la bahía de Alejandría, no lejos del legendario Faro, y la calle de Joaquín Costa del barrio del Raval de Barcelona, donde nació. Plasmó su biografía en una trilogía denominada Memorias del peso de la paja.
En 2005 se otorgaron por primera vez los Premios Internacionales Terenci Moix, instituidos en su honor, por su importancia en la visibilidad de la literatura gay en España. El mismo año se entregó también por primera vez otro galardón que lleva el nombre del autor: el Premio Terenci Moix de Narrativa Gay y Lésbica, que entrega la Fundación Arena.
En 2023 se estrenó Terenci, la fabulación infinita, serie documental de Filmin también lanzada en formato largometraje, con dirección de Marta Lallana y guion de Lallana y Álvaro Augusto, que aborda su vida y obra desde diversas perspectivas.

## Obra

### Narrativa
- Besaré tu cadáver, novela negra, 1965, bajo el seudónimo de Ray Sorel.
- El desorden, 1965.
- Han matado a una rubia, novela negra, años 60, bajo el seudónimo de Ray Sorel (reeditada en 2010, junto Besaré tu cadáver, por Planeta, con prólogo de Pere Gimferrer).[8]
- La torre de los vicios capitales - La torre dels vicis capitals, 1968.
- Olas sobre una roca desierta - Onades sobre una roca deserta, 1969.
- El día que murió Marilyn, 1969; versión definitiva: 1998.
- Mundo macho - Món mascle, 1971.
- Melodrama, o, La increada conciencia de la raza - Siro o la increada consciència de la raça, 1972.
- La caiguda de l'imperi sodomita i altres històries herètiques, cuentos, 1976.
- Sadístico, esperpéntico e incluso metafísico - Sadistic, esperpentic i adhuc metafisic, 1976; traducción de Juan Bonilla, Berenice, Córdoba, 2011.
- Lilí Barcelona i altres travestís : tots els contes, cuentos, 1978.
- Tots els contes, cuentos 1979.
- Nuestro Virgen de los mártires, 1983.
- Amami, Alfredo! o polvo de estrellas, 1984.
- No digas que fue un sueño, 1986.
- El sueño de Alejandría, 1988.
- Memorias. El peso de la paja. El cine de los sábados, Plaza & Janés, 1990.
- La herida de la esfinge, 1991.
- Garras de astracán, 1991.
- El sexo de los ángeles, 1992.
- Memorias. El peso de la paja. El beso de Peter Pan, 1993.
- Suspiros de España, 1993.
- La noche no es hermosa, 1994.
- Venus Bonaparte, 1994.
- Mujercísimas, 1995.
- Màrius Byron, 1995.
- El amargo don de la belleza, 1996.
- Memorias. El peso de la paja. Extraño en el paraíso, 1998.
- Chulas y famosas, 1999.
- El demonio, 1999.
- El arpista ciego, 2002.

### Teatro
- Tartan dels Micos contra l'estreta de l'Ensanche, Edicions 62, 1974.

### Ensayo
- Introducció a la história del cinema, 1895-1967, Bruguera, 1967.
- Iniciació a una història del cine.
- Los cómics, arte para el consumo y formas pop, Llibres de Sinera, 1968.
- El sadismo de nuestra infancia, 1970.
- Crónicas italianas, Seix Barral, 1971.
- Terenci del Nilo, Plaza & Janés, 1983.
- Tres viajes románticos (Grecia-Tunez-México), Plaza & Janés, 1987.
- Mis inmortales del cine. Hollywood, años 30, Planeta, 1996.
- Mis inmortales del cine. Hollywood, años 40, Planeta, 1998.
- Mis inmortales del cine. Hollywood, años 50, Planeta, 2001.
- Mis inmortales del cine. Hollywood, años 60, Planeta, 2003.
- Sufrir de amores, Planeta, 2005.
- Historia social del cómic (póstumo), Ediciones B, 2007 (reedición de Los cómics, arte para el consumo y formas pop de acuerdo con las notas del autor).

## Premios
- 1967, Premio Víctor Català por La torre dels vicis capitals.
- 1968, Premio Josep Pla por Onades sobre una roca deserta.
- 1976, Premio Joan Estelrich por Sadístico, esperpéntico e incluso metafísico.
- 1970, Premio Crítica Serra d'Or por El día que murió Marilyn.
- 1973, Premio Crítica Serra d'Or por Siro o la increada consciència de la raça.
- 1986, Premio Planeta por No digas que fue un sueño.
- 1992, Premio Ramon Llull de novela por El sexe dels àngels.
- 1993, Premio Lletra d'Or por El sexe dels àngels.

| Predecesor: Luis Romero | Premio Ramon Llull de novela 1992 | Sucesor: Jaume Fuster |

## Documental
- Terenci: La fabulación infinita, dirigido por Marta Lallana y creado por Álvaro Augusto (2023).[9]